# Middellandse Zeespelen 1971
De Middellandse Zeespelen 1971 vormden de zesde editie van de Middellandse Zeespelen. Ze werden gehouden van 6 tot en met 17 oktober 1971 in de Turkse stad İzmir.
Er namen 1362 atleten deel aan deze Spelen: 1235 mannen en 127 vrouwen. Italië sloot de Spelen af als aanvoerder van het medailleklassement, op ruime afstand gevolgd door de Joegoslavië en Spanje. Gastland Turkije beëindigde de Spelen op de vierde plaats in het medailleklassement.

## Sporten
Op deze Spelen stonden er 16 sporten op het programma, twee meer dan vier jaar eerder. In 137 onderdelen konden medailles worden behaald.
| Atletiek Basketbal Boksen Gewichtheffen Gymnastiek Judo | Schermen Schietsport Tennis Voetbal Volleybal Waterpolo | Wielersport Worstelen Zeilen Zwemmen |

## Medaillespiegel
| Plaats | Land        | Goud | Zilver | Brons | Totaal |
| 1      | Italië      | 51   | 38     | 30    | 119    |
| 2      | Joegoslavië | 27   | 25     | 26    | 78     |
| 3      | Spanje      | 18   | 25     | 24    | 67     |
| 4      | Turkije     | 18   | 12     | 15    | 45     |
| 5      | Griekenland | 8    | 8      | 24    | 40     |
| 6      | Egypte      | 7    | 10     | 12    | 29     |
| 7      | Frankrijk   | 7    | 9      | 7     | 23     |
| 8      | Tunesië     | 3    | 6      | 2     | 11     |
| 9      | Marokko     | 0    | 2      | 6     | 8      |
| 9      | Syrië       | 0    | 2      | 6     | 8      |
| 11     | Algerije    | 0    | 0      | 1     | 1      |
| 11     | Libië       | 0    | 0      | 1     | 1      |
| Totaal | Totaal      | 139  | 137    | 154   | 430    |

## Deelnemende landen
Aan de zesde Middellandse Zeespelen namen veertien landen deel, twee meer dan vier jaar eerder. Egypte en Syrië keerden terug. Libanon en Malta waren de enige landen die geen medailles wisten te vergaren.
- Algerije
- Egypte
- Frankrijk
- Griekenland
- Italië

- Joegoslavië
- Libanon
- Libië
- Malta
- Marokko

- Spanje
- Syrië
- Tunesië
- Turkije